# Peter Rosenmeier
Peter Rosenmeier, född 23 mars 1984 i Hadsund, är en dansk bordtennisspelare. Han tävlar i klass 6 i parabordtennis och har varit paralympisk mästare, världsmästare och europamästare.